# پنیرک درختی
پنیرک درختی (نام علمی: Malvaviscus arboreus) نام یک گونه از سرده پنیرک درختی (سرده) است.